# یوزف کاریکا
یوزف کاریکا (انگلیسی: Jozef Karika؛ زادهٔ ۱۵ نوامبر ۱۹۷۸) نویسنده اهل کشور اسلواکی است. او تاریخ و فلسفه را در دانشگاه ماتی بل در بانسکا بیستریکا خواند. او نویسندهٔ کتاب پرفروش در «سایه مافیا» و برندهٔ جایزهٔ صندوق ادبی (Cena Literárneho fondu) است.